# Eleanor Lansing Dulles

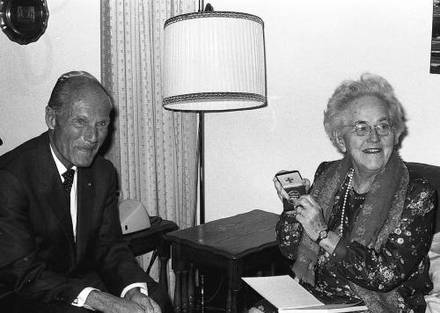
Eleanor Lansing Dulles mit dem Freiburger Oberbürgermeister Eugen Keidel, 1982

Eleanor Lansing Dulles (* 1. Juni 1895 in Watertown, New York; † 30. Oktober 1996 in Washington, D.C.) war eine US-amerikanische Diplomatin und Volkswirtin. Als Berlin-Verantwortliche des Außenministeriums war sie maßgeblich am Wiederaufbau der Stadt beteiligt und zur Zeit ihres Wirkens als „Mutter Berlin“ bekannt.

## Leben und Wirken

### 1895–1945: Erste politische Schritte
Eleanor Dulles entstammte einer presbyterianischen Familie, die damals bereits weitreichende politische Kontakte pflegte. Ihre Brüder Allen Dulles und John Foster Dulles schlugen ebenfalls erfolgreiche politische Karrieren ein.
Im Juni 1917 erhielt sie ihr Diplom vom Bryn Mawr College. Danach arbeitete sie für zwei Jahre in einer Hilfsorganisation in Frankreich. Dulles lernte außerdem um 1922 ein Jahr an der Londoner Wirtschaftshochschule. In dieser Zeit besuchte sie für einen Urlaub im Schwarzwald zum ersten Mal Deutschland. Sie promovierte nach zwei Master-of-Arts-Abschlüssen 1926 mit einer Arbeit über den französischen Franc. Eleanor Dulles schlug anschließend zunächst eine Hochschullaufbahn ein. So kam sie 1930 schließlich zu Studienzwecken nach Bonn und Berlin. Ein Jahr davor hatte sie ein Stipendium erhalten, um ein Buch über die Bank für Internationalen Zahlungsausgleich zu schreiben.
Nach ihrer Rückkehr in die Vereinigten Staaten heiratete sie Ende 1932 David S. Blondheim (1884–1934), der knapp zwei Jahre später durch Suizid starb. Nach seinem Tod brachte sie im Herbst 1934 einen gemeinsamen Sohn zur Welt, 1937 adoptierte sie ein Mädchen. Ihre Hochschulkarriere gab Dulles 1936 auf und begann stattdessen eine sechsjährige Beschäftigung in der Finanzabteilung des Social Security Board, dem Amt für Soziale Sicherheit, in Washington. Nach dem Kriegseintritt der USA wechselte Eleanor Dulles 1942 in die Deutschland-Abteilung des Außenministeriums.

### 1945–1959: Politik in Berlin
Sofort nach Kriegsende wurde Dulles durch das Außenministerium nach Wien geschickt und in einer Liste des State Departments als „senior economic analyst“ geführt. Von Mai 1945 bis Oktober 1948 arbeitete sie dort als Beraterin für Finanzfragen im Stab des US-Oberbefehlshabers General Mark W. Clark. Von dort aus reiste sie mehrfach nach Ungarn, Italien, Deutschland, in die Tschechoslowakei und die Schweiz. Anfang der 1950er Jahre gehörte Dulles außerdem dem CoCom an.
1952 übernahm Eleanor Dulles die Leitung des Berlin Desk, des Berlin-Ressorts, im damaligen Bureau of German Affairs des Außenministeriums. Die Anstellung wurde ihr von James Riddleberger angeboten, den sie 1952 zufällig traf. Von 1952 bis September 1959, bis sie aus dem Dienst ausschied, machte sich Eleanor Dulles um ihre Dienste in Berlin verdient. Ihre Hauptaufgaben lagen in der Ausweitung der Hilfsprogramme und der Koordination der Zusammenarbeit der Marshallplan-Behörde mit alliierten und deutschen Behörden. Ihre erste wichtige und spektakuläre Aktion war die Bereitstellung von Lebensmittelpaketen im Juli 1953 an die ostdeutsche Bevölkerung, für die 15 Millionen Dollar zur Verfügung gestellt wurden. Auch der Bau der Kongresshalle geht auf Dulles zurück. In dem Zusammenhang wurde außerdem die Benjamin-Franklin-Stiftung gegründet, die das Klinikum Steglitz bauen ließ.
Das Studentendorf in Schlachtensee wurde ebenfalls auf Initiative Dulles’ errichtet. Sie konnte das US-Außenministerium zu einer Spende von 7,5 Millionen DM an die Freie Universität bewegen. Im Oktober 1957 wurde durch den Regierenden Bürgermeister Willy Brandt und Eleanor Lansing Dulles der Grundstein gelegt.

### 1959–1996: Stets mit Deutschland verbunden
Dulles musste im September 1961, auf Druck von John F. Kennedy, das Außenministerium verlassen. Zuvor war bereits ihr Bruder, Allen Dulles aus dem CIA-Dienst entlassen worden. Mit 67 Jahren fiel es ihr jedoch schwer, eine neue Stelle zu finden. Ihr wurde nahegelegt in den Ruhestand zu gehen, was sie vehement ablehnte. So unternahm Dulles zunächst in eigener Sache und auf eigene Kosten diplomatische Reisen in sieben Länder. Dann wurde sie schließlich zur Dozentin berufen und absolvierte eine Vortragsreise durch 20 Staaten.
Als Gast der Freien Universität kehrte sie 1967 jedoch wieder nach Bonn und Berlin zurück, wo sie Gelegenheit fand, mit dem damaligen Bundeskanzler Kurt Georg Kiesinger und dem Regierenden Bürgermeister Heinrich Albertz zu sprechen. Auch vertrat sie die Vereinigten Staaten auf der Beerdigung von Konrad Adenauer.
Eleanor Dulles starb im Alter von 101 Jahren in einem Washingtoner Altersheim.

## Auszeichnungen
- 1959: Ernst-Reuter-Medaille in Silber
- 1985: Ehrendoktorwürde der Freien Universität Berlin
- 1985: Lucius D. Clay Medaille
- 1989: Großes Goldenes Ehrenzeichen mit dem Stern für Verdienste um die Republik Österreich[3]
- 1996: Benjamin-Franklin-Medaille

## Werke
- The Bank for International Settlements at Work
- Berlin – The Wall is not forever, 1967  (in der dt. Ausgabe als Berlin und die Amerikaner)
- Chances of a Lifetime (in der dt. Ausgabe als Hier ist Eleanor, Vorwort: Richard von Weizsäcker.)